# Хронологија СФРЈ и СКЈ август 1966.
Хронолошки преглед важнијих догађаја везаних за друштвено-политичка дешавања у Социјалистичкој Федеративној Републици Југославији (СФРЈ) и деловање Савеза комуниста Југославије (СКЈ), као и општа политичка, друштвена, спортска и културна дешавања која су се догодила у току августа месеца 1966. године.
| ← јул | ← јул | ← јул | ← јул | ← јул | ← јул | ← јул | ← јул | ← јул | Хронологија СФРЈ и СКЈ током 1966. године | Хронологија СФРЈ и СКЈ током 1966. године | Хронологија СФРЈ и СКЈ током 1966. године | Хронологија СФРЈ и СКЈ током 1966. године | Хронологија СФРЈ и СКЈ током 1966. године | Хронологија СФРЈ и СКЈ током 1966. године | Хронологија СФРЈ и СКЈ током 1966. године | Хронологија СФРЈ и СКЈ током 1966. године | Хронологија СФРЈ и СКЈ током 1966. године | Хронологија СФРЈ и СКЈ током 1966. године | Хронологија СФРЈ и СКЈ током 1966. године | Хронологија СФРЈ и СКЈ током 1966. године | Хронологија СФРЈ и СКЈ током 1966. године | Хронологија СФРЈ и СКЈ током 1966. године | Хронологија СФРЈ и СКЈ током 1966. године | септембар → | септембар → | септембар → | септембар → | септембар → | септембар → | септембар → |
| 1     | 2     | 3     | 4     | 5     | 6     | 7     | 8     | 9     | 10                                        | 11                                        | 12                                        | 13                                        | 14                                        | 15                                        | 16                                        | 17                                        | 18                                        | 19                                        | 20                                        | 21                                        | 22                                        | 23                                        | 24                                        | 25          | 26          | 27          | 28          | 29          | 30          | 31          |

### 19. август
- Председник СФРЈ Јосип Броз Тито боравио у посети Херцеговини, од 19. до 22. августа. Најпре је 19. августа, из Дубровника, отпутовао на Тјентиште,[1] где боравио до 22. августа, када је посетио Билећу и обишао питомце и старешине Пешадијске школе резервних официра „Моша Пијаде”.[2] Потом је посетио Требиње, где је водио разговоре са друштвено-политичким радницима Херцеговине интересујући се за привреди и општи развој овог краја.[3] На путу ка Дубровнику, посетио је градилиште Хидроелектране „Требишњица”.[4][5][6]

### 25. август
- Након потписаног Протокола о приступању, 26. јула 1966, Социјалистичка Федеративна Република Југославија постала пуноправни члан Општег споразума о царинама и трговини (ГАТТ), чиме је завршено постепено прилажење Југославије овој ГАТТ-у које је почело још 1959. године.[5]

### 26. август
- За време боравка на интернационалном фестивалу поезије у Струги, приликом превртања чамца, током вожње по Охридском језеру, утопили се песници Лазар Вучковић (1937—1966) и Блажо Шћепановић (1934—1966). Заједно са њима у чамцу, налазио се књижевник Оскар Давичо, али је он успео да се спасе.

### 27. август
- На Летњој позорници Нишке тврђаве у Нишу, од 27. августа до 3. септембра, одржан I фестивал глумачких остварења „Филмски сусрети“. Фестивал је отворио председник Општинске конференције Социјалистичког савеза радног народа (ССРН) Ниша Иван Вучковић. Током наредних година фестивал „Филмски сусрети“ постао је један од најпрестижнијих годишњих смотри глумачких остварења Југославије. Поред фестивалских награда, каснијих година уведене су и награде по којима је фестивал постао препознатљив — 1968. је уведена награда Глумачки пар године „Она и он“, за коју су читаоци листа ТВ Новости бирали глумачки пар године, а 1981. награда „Славица” (данас награда „Павле Вуисић“) која се додељује за животно дело.

### 28. август
- У Стричићима, на Змијању, поводом педесете годишњице смрти књижевника Петра Кочића (1877—1916) одржан Први Кочићев збор и отворен меморијални музеј.[5]

### 30. август
- У Штутгарту Фрањо Горета, припадник терористичке организације Хрватско револуционарно братство, убио југословенског конзуларног службеника Саву Миловановићу Дилда, припадника УДБЕ за Војводину. Горета је грешком убио Милановића, јер је намеравао да убије Рајка Симоновића, обавештајца Службе за истраживање и документације (СИД) Државног секретаријата за иностране послове (ДСИП). Због убиства Миловановића, Фрањо Горета је осуђен на 18 година затвора, али је 1972. пуштен. Убијен је 1980. од стране припадника Службе државне безбедности (СДБ).[5][7]